# Percile
Percile est une commune italienne de la ville métropolitaine de Rome Capitale, dans la région Latium.

## Géographie
Désormais, la seule frazione de Percile est Via Piana, le lieu-dit de Civitella ayant été intégré à Licenza. Les communes limitrophes de Percile sont : Cineto Romano, Licenza, Mandela, Orvinio, Scandriglia et Vallinfreda.
Percile fait partie de la communauté de montagne de l'Aniene.

## Administration
| Période                                  | Période  | Identité      | Étiquette     | Qualité |
| ---------------------------------------- | -------- | ------------- | ------------- | ------- |
| 5 juin 2016                              | en cours | Vittorio Cola | Liste civique |         |
| Les données manquantes sont à compléter. |          |               |               |         |

## Culture et patrimoine
- Le palais baronal.
- Le territoire de la commune fait partie du parc régional naturel des monts Lucrétiliens.
- Les « Lagustelli », petits lacs naturels d'origine karstique dénommés d'après leur localisation.